# Ференц Казінці
Ференц Казінці (угор. Kazinczy Ferenc; *27 жовтня 1759, Ершемьен (нині жудець Біхор, Румунія) — †23 серпня 1831, Сефалом) — угорський письменник, громадський діяч, ідеолог угорського Просвітництва і реформатор угорської літератури і угорської мови.

## Біографія
Ференц Казінці народився в багатій дворянській родині, навчався в Кошіці, Пряшеві і Будапешті і здобув ґрунтовну і різнобічну освіту зокрема в області французької та німецької літератури. Був знайомий з графом Гедеоном Радаї, який дозволив Казінці користуватися своєю бібліотекою.
У 1784 Казінці отримав посаду нотаріуса в комітаті Абауй-Торна. У тому ж році вступив до масонської ложі в Мішкольці під ім'ям Орфей, яке стало згодом також назвою літературно-громадського журналу, що випускався ним з 1790. У 1786-1791 служив інспектором національних шкіл по Кошицькому районі. У цей час він також працював над перекладами класичної літератури, які, на його думку, повинні були зробити внесок у словниковий запас угорської мови та сприяти її реформуванню.
У 1788 разом зі своїми друзями Давидом Бароті Сабо і Яношем Бачані Казінці розпочав видавати літературний журнал «Угорський музей» (угор. Magyar Múzeum). При імператорі Леопольді II Казінці був змушений піти у відставку зі своєї посади за конфесійними причинами, але продовжив свою літературну діяльність.
У грудні 1794 Казінці був звинувачений в участі в змові Мартиновича і засуджений до смертної кари, однак потім смертний вирок був замінений на тюремне ув'язнення. У 1801 Казінці був виправданий. Він одружився з Софією Тьорьок, дочкою свого покровителя, і усамітнився в невеликому маєтку недалеко від Шаторальяуйхея.
У 1828 Казінці брав участь в низці конференцій з нагоди започаткування Угорської академії наук і став її першим членом-кореспондентом.
Казінці помер в 1831 від холери.

## Світлини

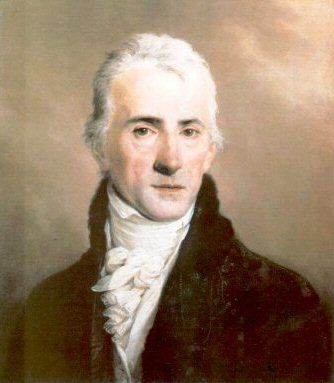
Портрет Ференца Казінці
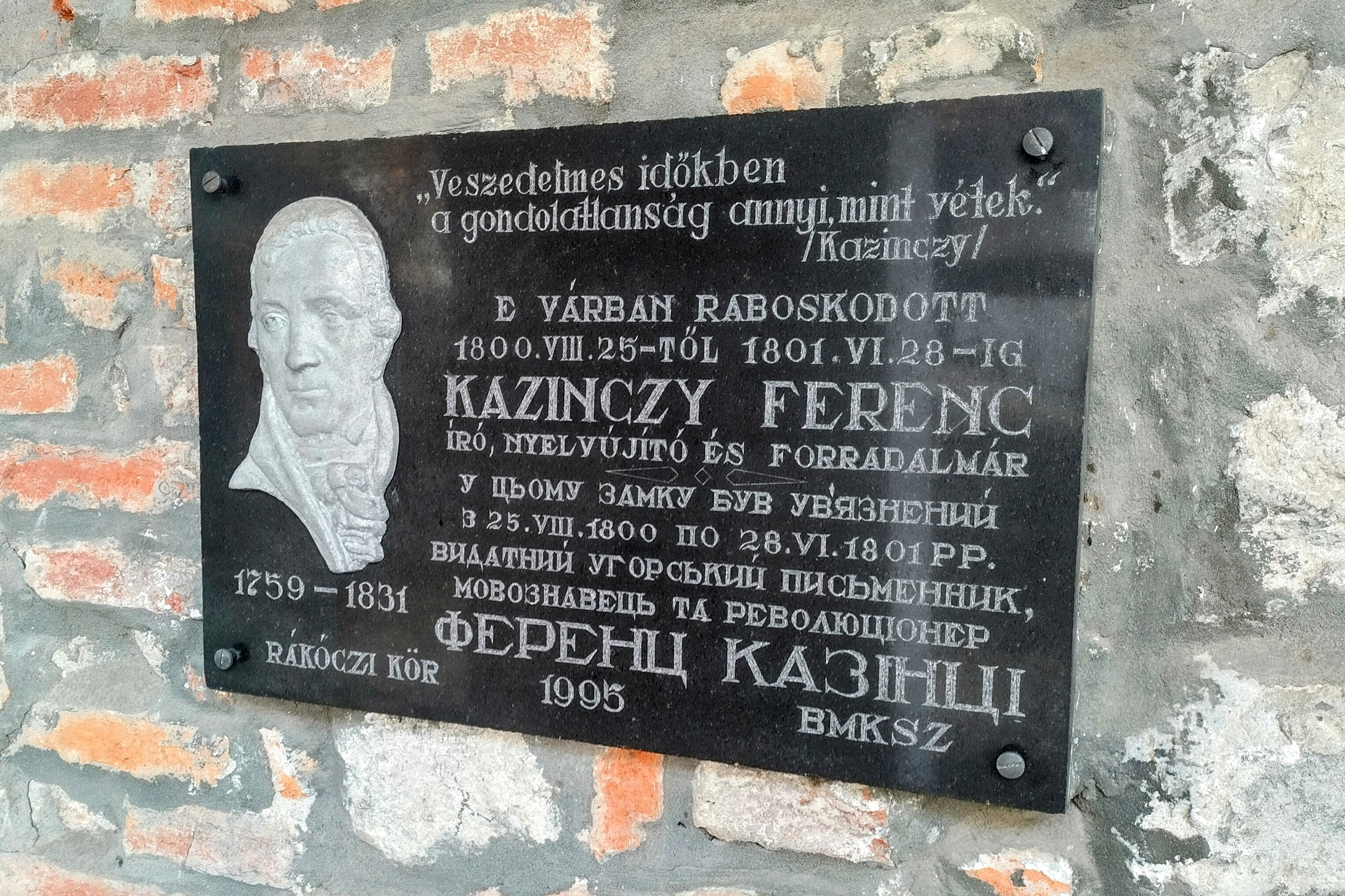
Меморіальна таблиця Ференцу Казінці у замку Паланок